# Lago Baskunchak
El lago Baskunchak (del ruso: Баскунчак) es un lago salado del óblast de Astracán, en Rusia.

## Geografía
El lago se sitúa a unos 270 km al norte del mar Caspio, a cincuenta kilómetros de Ajtúbinsk y 53 km al este del Volga. La frontera con Kazajistán se encuentra a 5 km del lago.
La superficie del lago es de 115 km². Su altura respecto al nivel del mar es de -21 metros y está alimentado por el río Górkaya, que tiene una cuenca de 11.000 km².
La salinidad del lago es de alrededor de 300 g/l. La sal extraída del lago contiene un 99.8% de cloruro de sodio.
La sal del lago es explotada desde el siglo VIII. En la época se distribuía por la ruta de la seda. La producción de este lago supone un 80 % de la producción de sal rusa (de 1.5 a 5 millones de toneladas al año).
Al sur del lago se encuentra el Bolshoye Bogdo, una colina de 150 m de altura que es el punto más alto de la depresión del Caspio. Coronada por una cúpula salina, la colina crece 1 mm por año. Está surcada de dolinas y grutas kársticas de 1.5 km de largo. Esta colina es sagrada para los calmucos.
Desde 1997, el lago forma parte de la reserva natural Bogdinsko-Baskunchakski.

## Galería

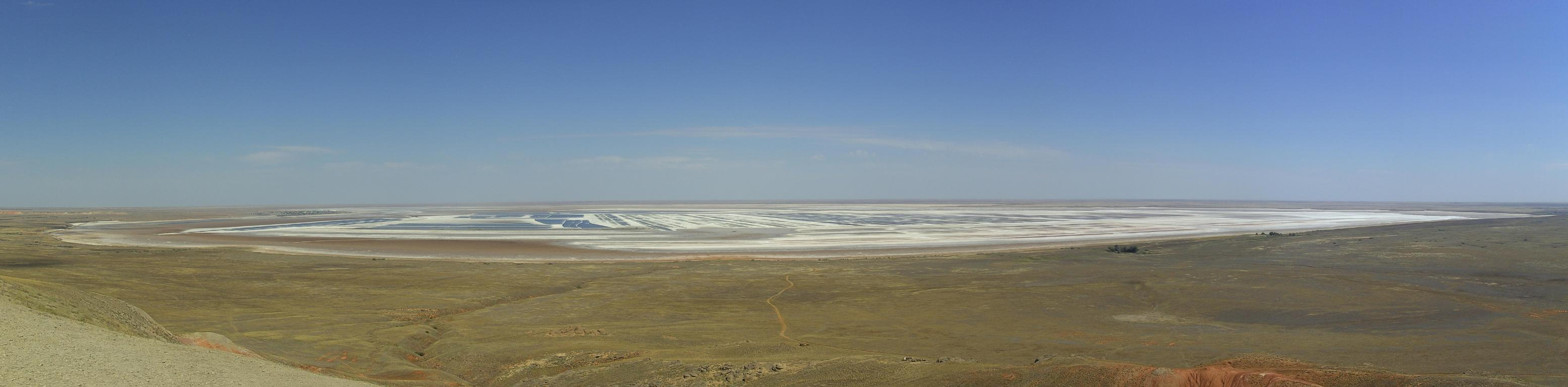
Panorámica del lago

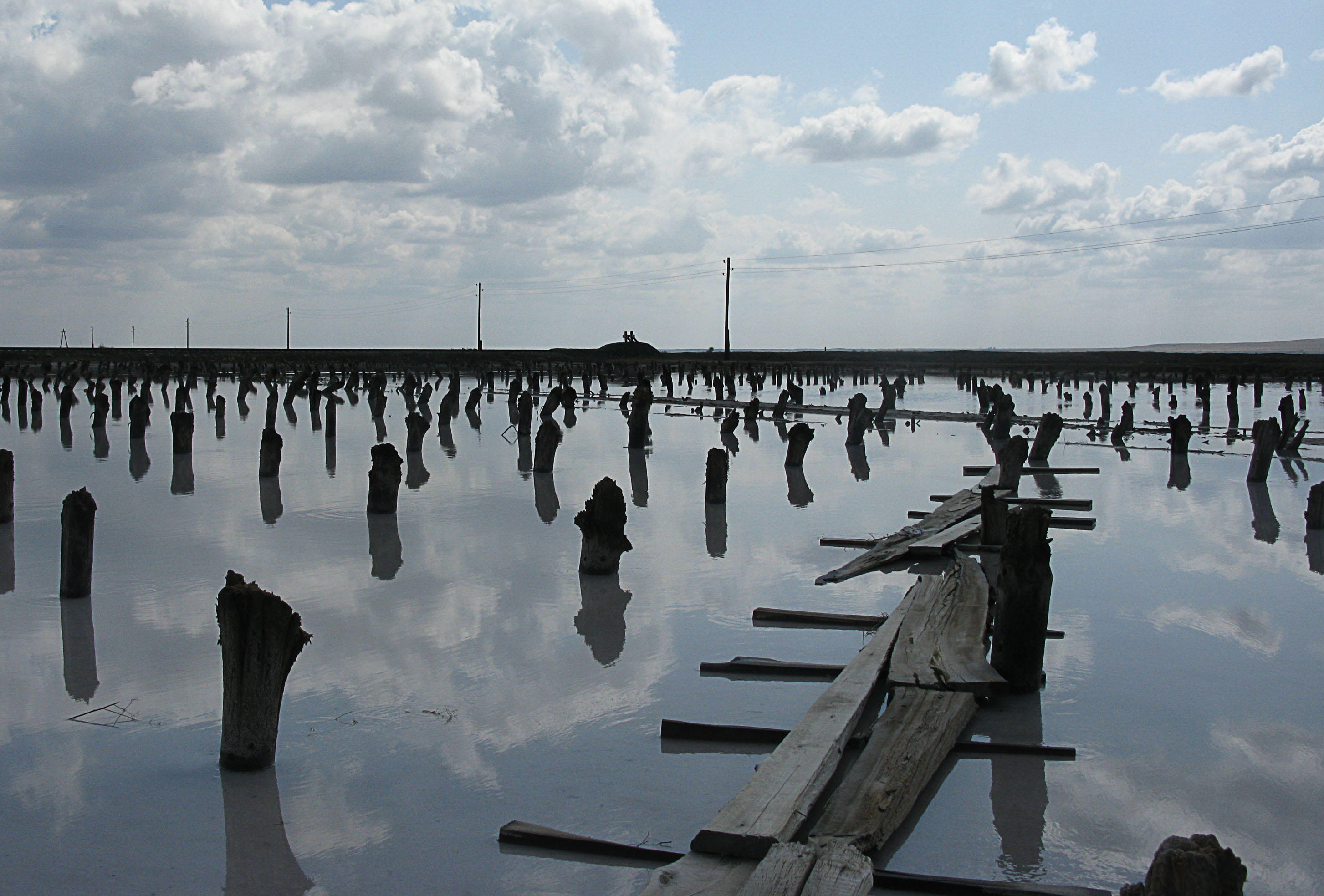
Vista del lago.
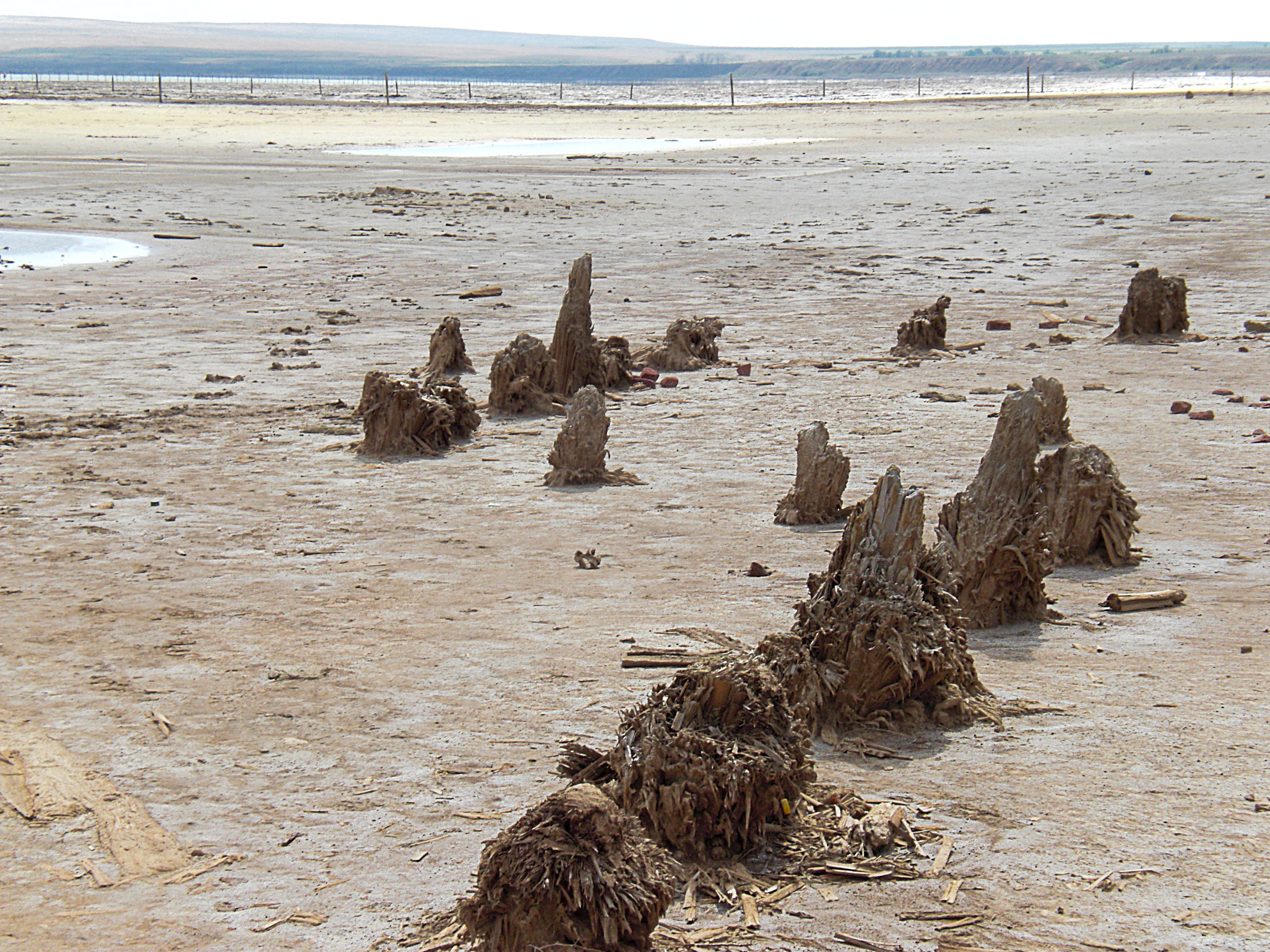
Vista del lago.
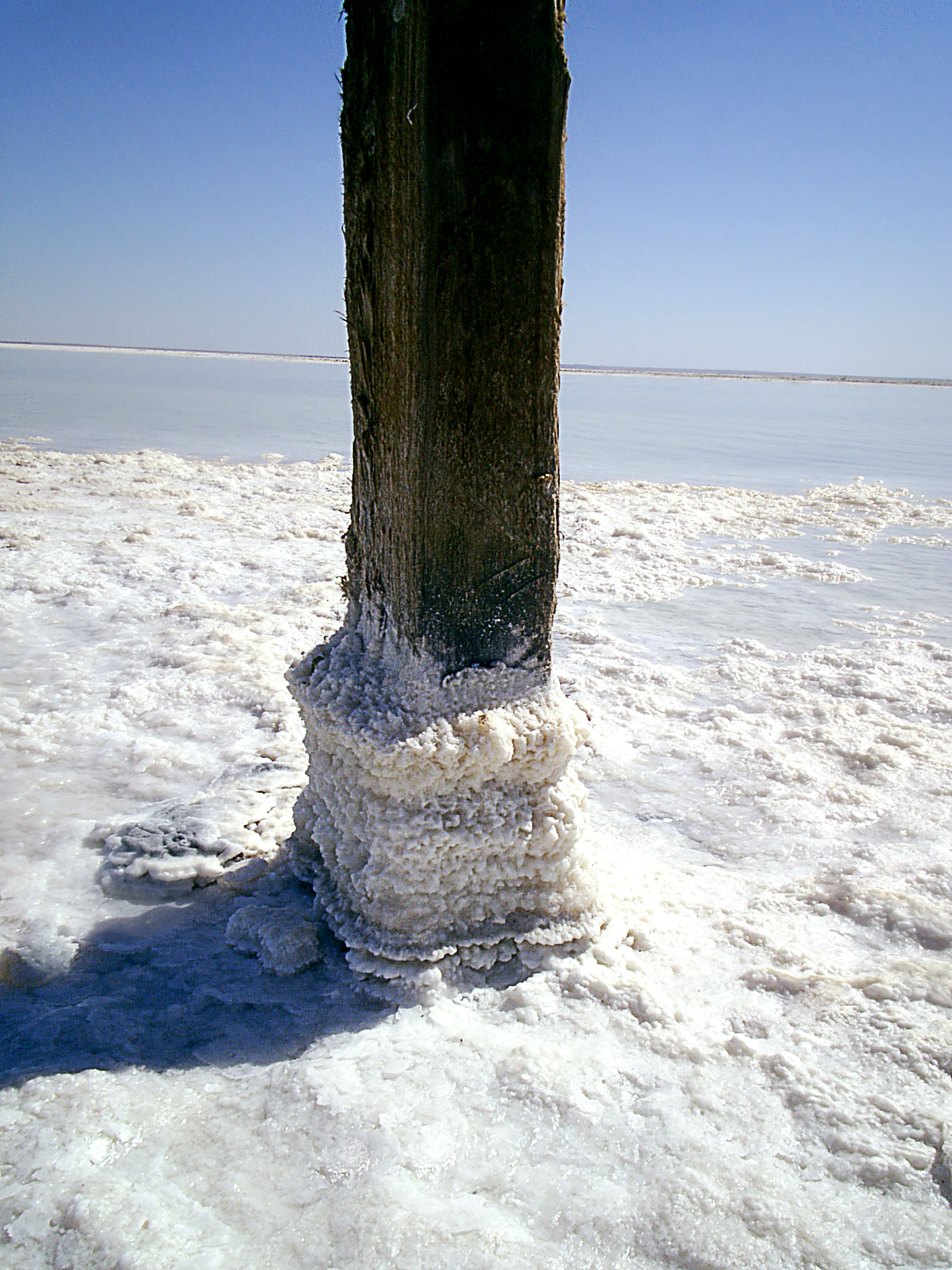
Columna salina.
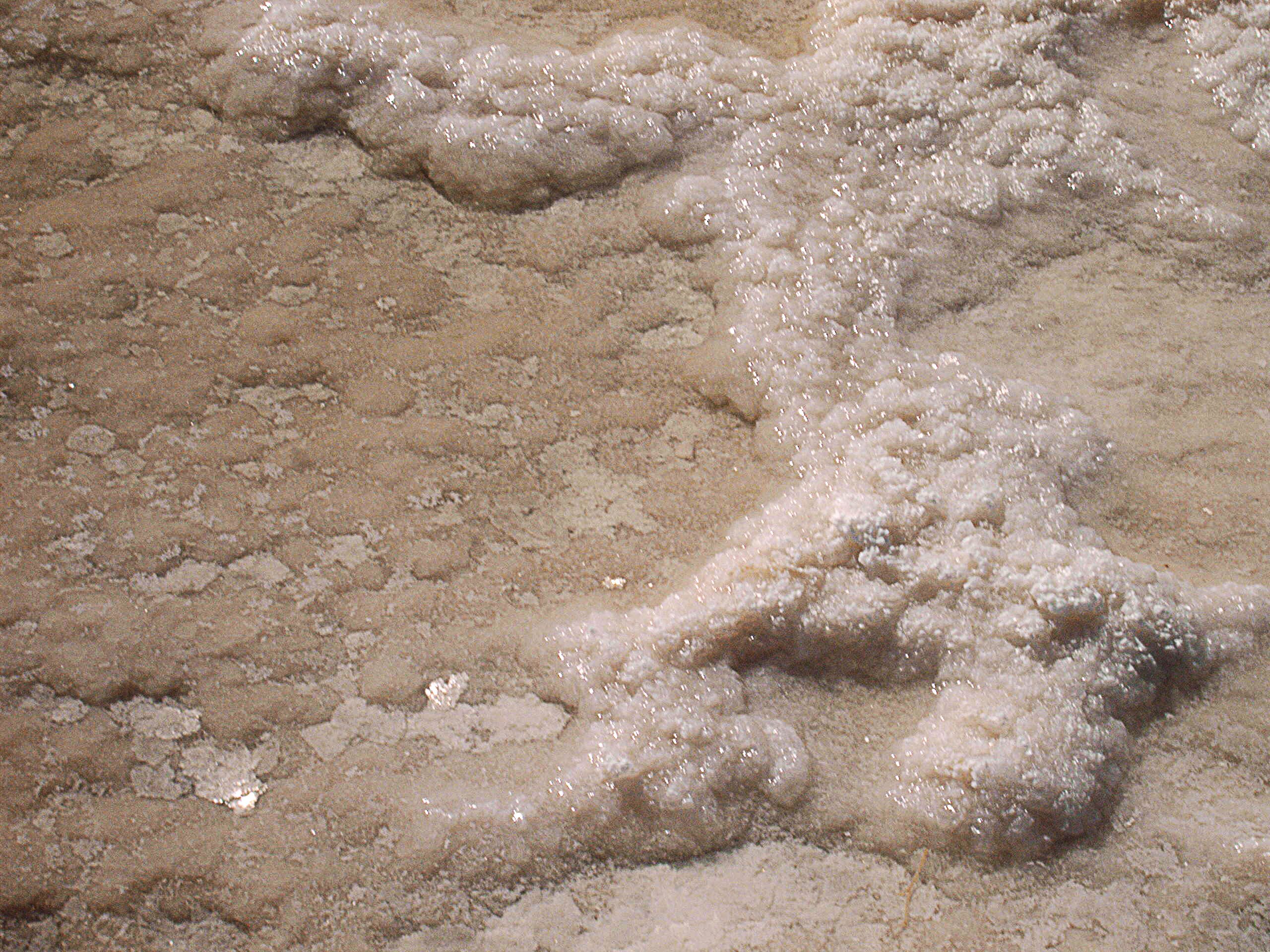
Orillas saladas.
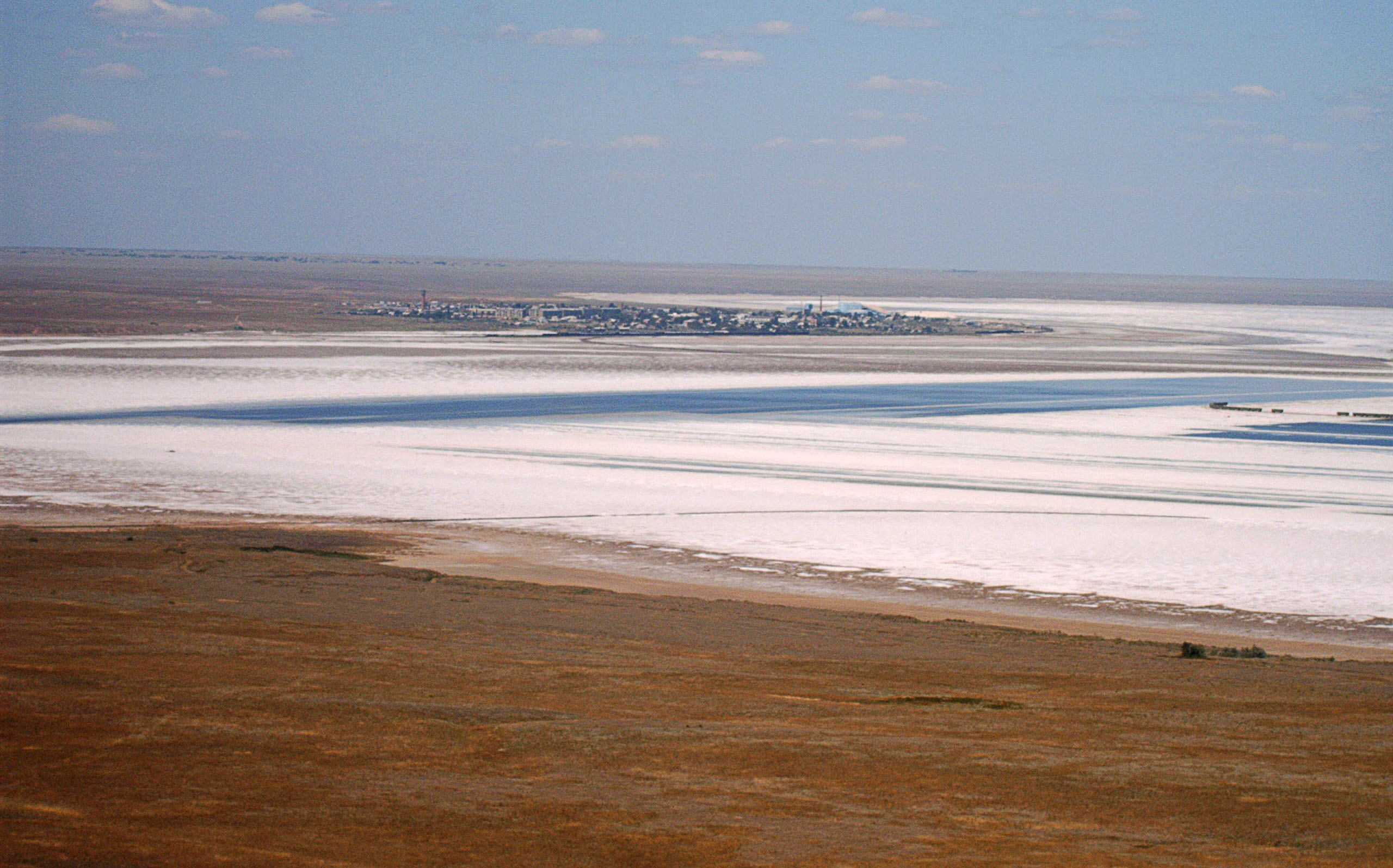
Detalle del lago.
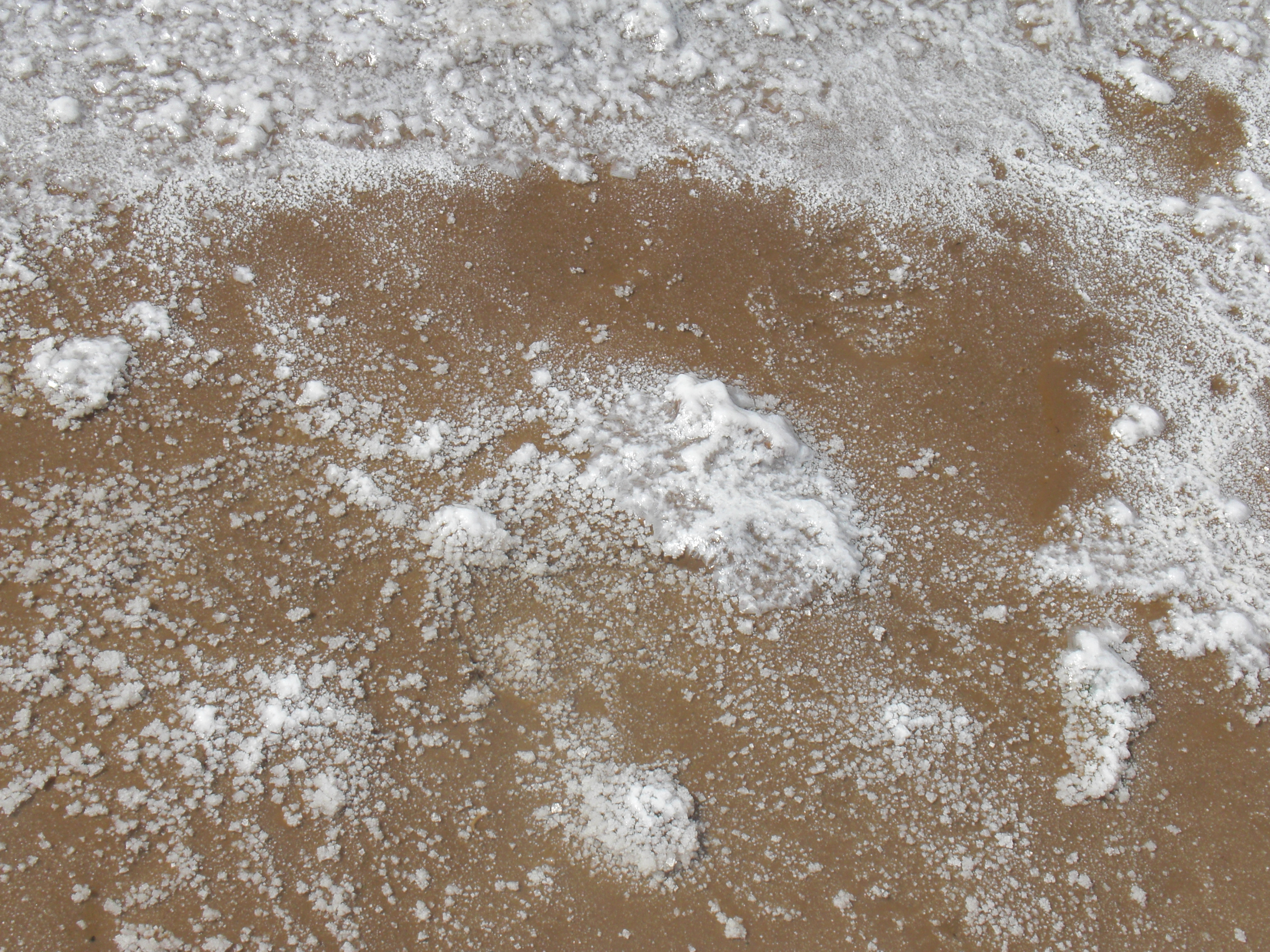
Sal en las orillas.